# Postideologismo
Per postideologismo si intende una corrente di pensiero che opera al di fuori degli schemi politici dettati da saldi ed inviolabili princìpi, che hanno portato, fino al recente passato, alla netta distinzione tra schieramenti politici comunemente detti "partiti di destra" rispondenti alle ideologie conservatrici e liberali, e "partiti di sinistra" di tendenza socialista e comunista. La corrente postidealista racchiude in sé sia princìpi di destra che di sinistra.